# Totalidad
La totalidad es el conjunto universalista que acapara todos aquellos aspectos de la realidad, y no solo la visión parcial, absolutista y simplista de una visión dogmática o sistema establecido. La categoría de totalidad es esencial en el pensamiento de Lukács y de Lucien Goldmann. 
En Historia y conciencia de clase, Lukács llegó a sostener que lo que distinguía de manera decisiva al marxismo de la ciencia burguesa no era tanto el predominio de los motivos económicos a la hora de explicar la historia, sino la noción de totalidad.
En la sociedad burguesa, la posibilidad de abarcar el mundo como un todo ya no es inmediata. La división del trabajo impuesta por el capitalismo, la explotación del hombre, la lucha y antagonismo de clases y las contradicciones sociales inherentes a la sociedad burguesa desintegran la conciencia de totalidad. La aprehensión del todo ya no puede ser espontánea. La alienación nos hace percibir el mundo como una serie de fenómenos inconexos y es necesario estructurar lo real para ver bajo las apariencias, las leyes y relaciones entre los datos que nos llegan a la conciencia. Muchas veces los datos no nos permiten construir la organización objetiva de la realidad, por lo que la visión del mundo es confusa, los datos se interpretan mal y se seleccionan sesgadamente, con lo que se tiene una visión de la realidad parcial que solo da cuenta de un aspecto y no de toda la realidad.